# Mem internetowy

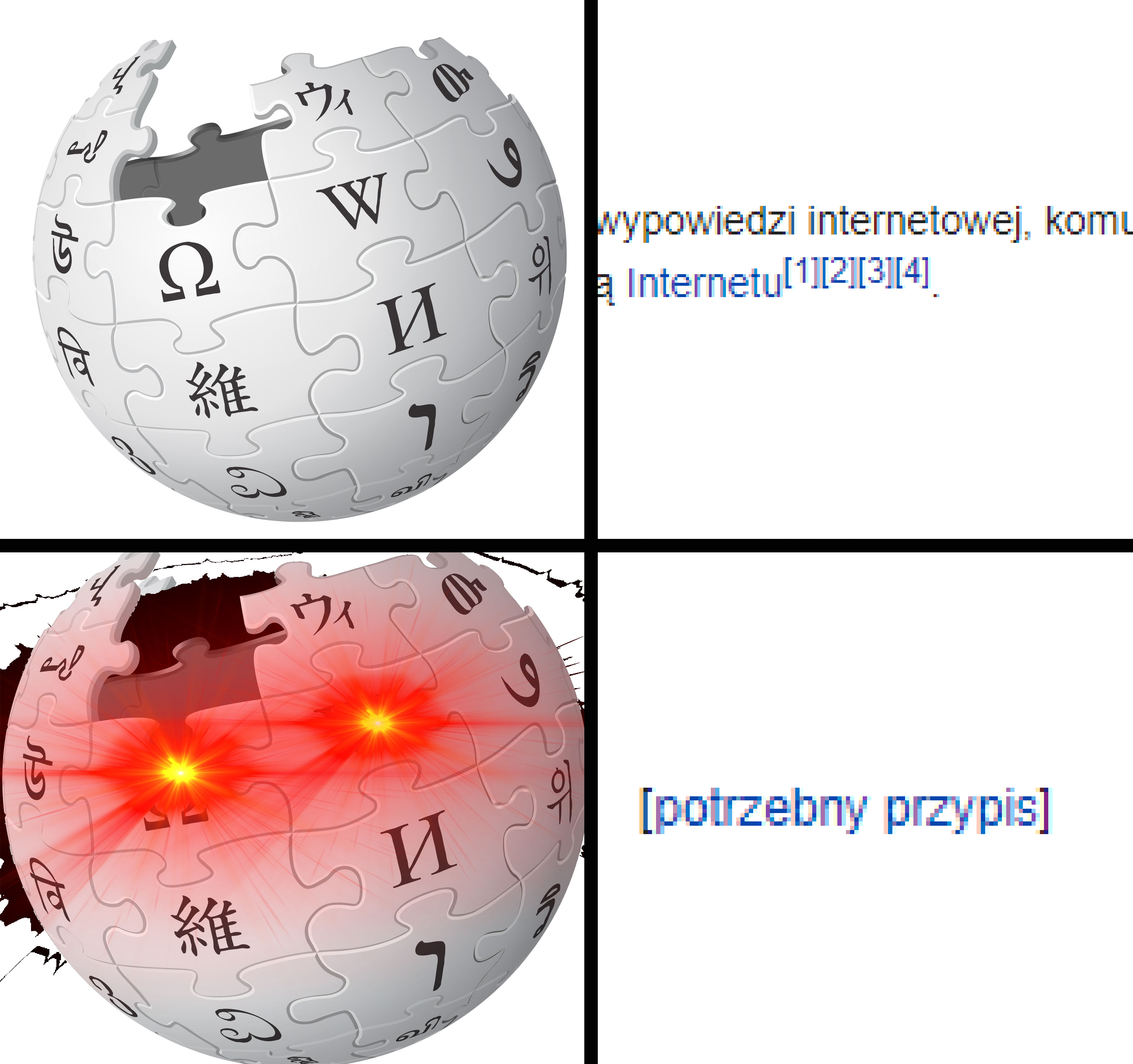
Przykład dank meme na temat Wikipedii. Surrealistyczność i niedorzeczność są typowe dla tego rodzaju memów.

Mem internetowy, mem – gatunek wypowiedzi internetowej, komunikat obrazkowy zbudowany w oparciu o schemat konstrukcyjny wykorzystujący skonwencjonalizowane elementy związane z kulturą i historią Internetu .

## Problemy definicyjne
Pojęcie memu zdołało się już upowszechnić w polszczyźnie, wciąż jednak przysparza problemów definicyjnych i kłopotów z jego właściwym pojmowaniem.
Zazwyczaj rozumiane jest trojako:
1. mem jako przedmiot badań memetyki – nauki o ewolucji kulturowej, która śledzi proces rozprzestrzeniania się różnych idei wśród członków danej społeczności[2][3] ;
 Osobny artykuł: Mem.
2. mem jako obrazek o charakterze humorystycznym, w którym elementy ikoniczne współwystępują z elementami tekstowymi;
3. mem jako gatunek wypowiedzi internetowej, komunikat obrazkowy zbudowany w oparciu o schemat konstrukcyjny, wykorzystujący skonwencjonalizowane elementy związane ściśle z kulturą i historią internetu[4].

Z punktu widzenia językoznawstwa mem traktowany może być dwojako: jako ogólne określenie zabawnego obrazka z tekstem, występującego w przestrzeni internetu, jest to potoczne rozumienie pojęcia. W odniesieniu do metodologii językoznawczych mem rozumieć można również wąsko jako gatunek wypowiedzi internetowej o określonych cechach konstrukcyjnych i kompozycyjnych. Za prototypowy mem można uznać kompozycję tekstowo-ikoniczną, w której warstwa językowa, obraz i/lub kompozycja są skonwencjonalizowane i wyróżnić w niej można schematy, w oparciu o które budowane są ich poszczególne konkretyzacje (realizacje).

## Rozwój gatunku
Gatunek wypowiedzi wywodzi się przede wszystkim z trzech typów komunikatów obrazkowych, jakie rozwinęły się w cyberkulturze: advice animals (image macro), komiksów (z rage faces) i demotywatorów. Od obrazków w stylu advice animals wzięła się prototypowa forma memu – pojedynczego obrazka, zdjęcia, na którym umieszczony jest napis składający się z dwóch członów, u góry i na dole kompozycji. Kanoniczna czcionka to Impact w wersji bold, napis koloru białego, litery otoczone czarną cienką obwódką. Z tradycji advice animals i komiksów z rage faces wywodzi się także zwyczaj przypisywania pewnych cech, zachowań ludziom, zwierzętom i przedmiotom ze względu na ich specyficzny wygląd uchwycony na zdjęciu. Można to nazwać zjawiskiem rozszerzonej pareidolii. Zjawisko w swoim podstawowym znaczeniu określa skłonność do „dopatrywania się znanych kształtów w przypadkowych szczegółach”. W nawiązaniu do memów można rozszerzyć ją na świat uczuć i emocji: użytkownicy internetu dopatrują się w, często zupełnie losowych zdjęciach, określonych stanów emocjonalnych oraz reakcji i szczegółowo je opisują. Zjawisko związane jest z memami rozpoczynającymi się od słów TO UCZUCIE, KIEDY… lub w skróconej wersji – KIEDY…

## Typy konstrukcyjne
Ze względu na typy konstrukcyjne wyróżnić można memy proste i złożone.

### Memy proste
Do memów prostych zaliczyć można:

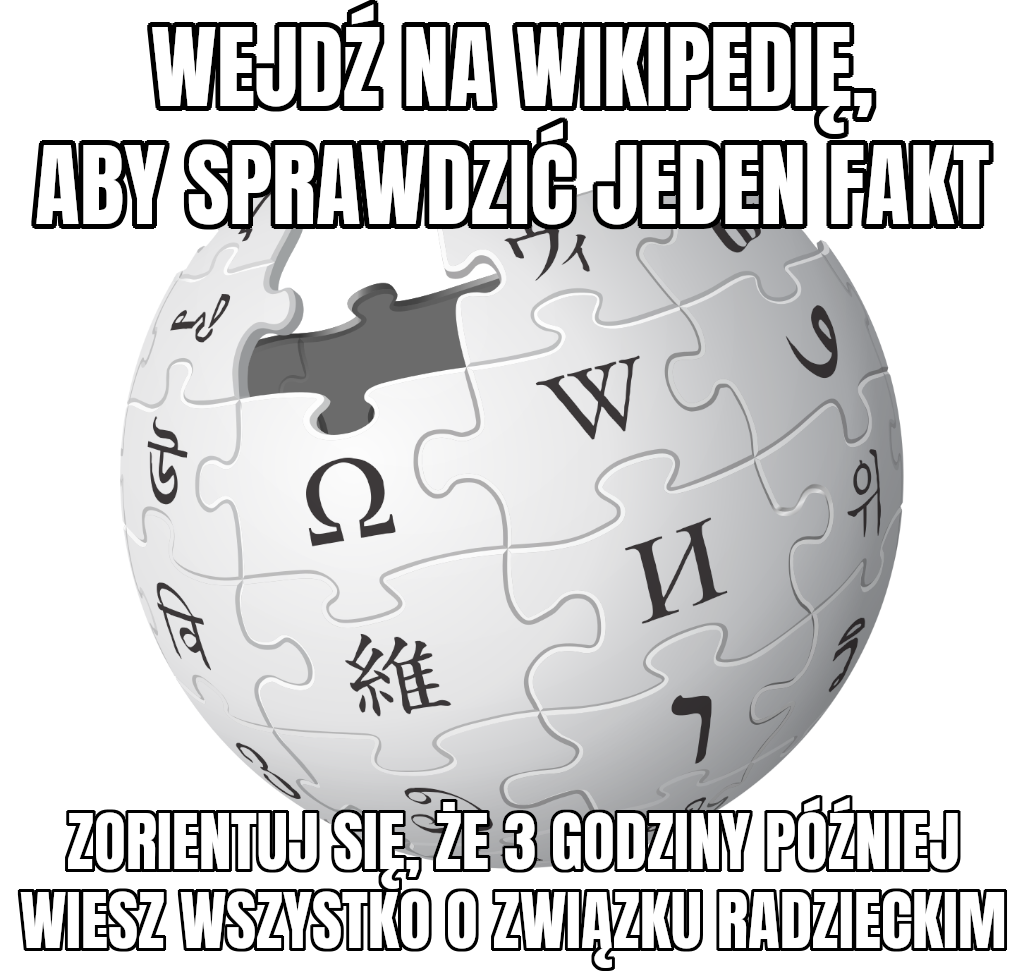
Przykład Image macro, rodzaju mema internetowego popularnego w latach 2000.

1. Przykład image macro(inne języki), rodzaju mema internetowego popularnego w latach 2000.memiczną reakcję – przybiera różne formy, jednak wszystkie sprowadzić można do zestawienia ze sobą dwóch domen, z której jedna reprezentuje przedmiot reakcji, druga jest jej skonwencjonalizowanym wykładnikiem. Zwyczaj obecny jest w cyberkulturze niemal od samych początków jej powstawania. Służyły temu emotikony, komiksy z rage faces i pierwsze image macro(inne języki).
2. memy szablonowe – memy szablonowe należą do najbardziej jednorodnej grupy kompozycji obrazkowych; to z tym typem konstrukcyjnym kojarzone jest zazwyczaj pojęcie memu; schemat ich działania jest prosty: skonwencjonalizowany obraz musi zostać uszczegółowiony przez unikalny tekst, który nawiązywać musi do stereotypowego zachowania konkretnego bohatera, np. Pechowiec Brian, Zjarany Zbyszek, Willy Wonka (Gene Wilder), Zazdrosna dziewczyna itp.[9] Ich duża liczba jest wynikiem m.in. istnienia portali będących generatorami memów, posiadających rankingi popularnych memów w danym momencie, generatorów pozwalający na stworzenie własnego memu (dodatnie tekstu do obrazka lub odwrotnie) i wyszukiwarki memów w określonych kategoriach. Jako pierwszy generator memów wskazuje się forum internetowe 4chan, a w przypadku polskojęzycznej części internetu Demotywatory[10].
3. memy z wyrażeniem idiomatycznym – kompozycja, której członem głównym jest zidiomatyzowane wyrażenie językowe, jakie utrwaliło się w świecie cyberkultury, w tradycji internetowego humoru obrazkowego. W przeciwieństwie do memicznych szablonów, warstwa ikoniczna jest tym w przypadku uzupełnieniem schematu, którego reguły wyznacza skonwencjonalizowana warstwa tekstowa. Nastąpiło odwrócenie kierunku uszczegółowienia narracji przebiegającej pomiędzy podpisem a ilustrującym go obrazkiem. Przełamany został także paradygmat schematycznych obrazków (memów szablonowych), które wcześniej były niezbędnym składnikiem memu. Wyrażenia językowe obecne w tym typie konstrukcyjnym mają postać idiomów niepodlegających modyfikacji lub idiomów z wolną pozycją, wymagającą uzupełnienia o jakiś element, np.: gimby nie znajo, co ja pacze, miałeś jedno zadanie, raj perfekcjonisty lub Janusze czegoś (Janusze transportu, Janusze marketingu), coś silnej i niezależnej kobiety.

### Memy złożone
Do memów złożonych zaliczyć można różne strategie i gry językowe, które wykorzystywane są do tworzenia rozbudowanych narracji, w których obecne są różne elementy kultury internetu. W tej kategorii wyróżnić można:
1. schemat anatomiczny – fikcyjne opisy świata, rzadko są to obserwacje oparte na obiektywnych faktach, częściej interpretacje rzeczywistości, które przybierać mogą postać schematów anatomicznych. Pojęcie anatomii rozumiane jest w przypadku memów w znaczeniu przenośnym: jako opis, który wyjaśnić ma mechanizm funkcjonowania dowolnego zjawiska.
2. bezpośredni zwrot do odbiorcy – jest typem strategii memicznej nastawionej głównie na zabawę, włączenie internautów do gry[11]. Memy w tej podkategorii mogą przybrać dowolną postać, ich zadaniem jest pobudzenie odbiorcy do działania lub stworzenie iluzji, że mem odnosi się bezpośrednio do niego.
3. porównania/zestawienia – są jednymi z najpopularniejszych strategii konstruowania memu. Jest to kolejny ze sposobów interpretowania i opisywania otaczającego świata za pomocą schematycznych form. Oddają uproszczony obraz rzeczywistości, po to, by wyeksponować niektóre jej elementy, znajdujące się w kręgu zainteresowania twórcy memu. Wykorzystywane są do tego proste konstrukcje, zazwyczaj połączenie dwóch obrazków, w których zestawiane elementy reprezentują przeciwległy biegun danego zagadnienia, np.: KIEDYŚ/TERAZ, OCZEKIWANIA/RZECZYWISTOŚĆ.
4. kompozycje komiksowe – komiksy są jednymi z najpopularniejszych form internetowego humoru obrazkowego. Pozwalają na prezentowanie złożonych wyobrażeń za pomocą kilku zestawionych ze sobą scen. Ich natura jest zazwyczaj niejednorodna, ale istnieją typy komiksów realizujące powtarzalny wzorzec, który podobnie jak memy szablonowe, jest utrwaloną konstrukcją wymagającą uzupełnienia o konkretyzującą ich znaczenie treść. Ich bohaterami są często inne postacie ze świata memów, choć nie jest to regułą.
5. Kiedy... gra werbalno-ikoniczna – kompozycje rozpoczynające się od KIEDY lub TO UCZUCIE KIEDY. Charakterystyczne są dla drugiej dojrzałej fazy memizmu, wykorzystywane najczęściej do prezentowania poglądów, przemyśleń, refleksji za pomocą przypadkowych zdjęć, w których twórcy znaleźli elementy nadające się do zobrazowania zagadnienie. Są w gruncie rzeczy złożoną grą werbalno-ikoniczną[11], w której odbiorcy przedstawiana jest pewna sytuacja i zdjęcie, a jego zadaniem jest znalezienie miejsc wspólnych między obrazem a tekstem i uspójnienie komunikatu, odczytanie jego znaczenia.

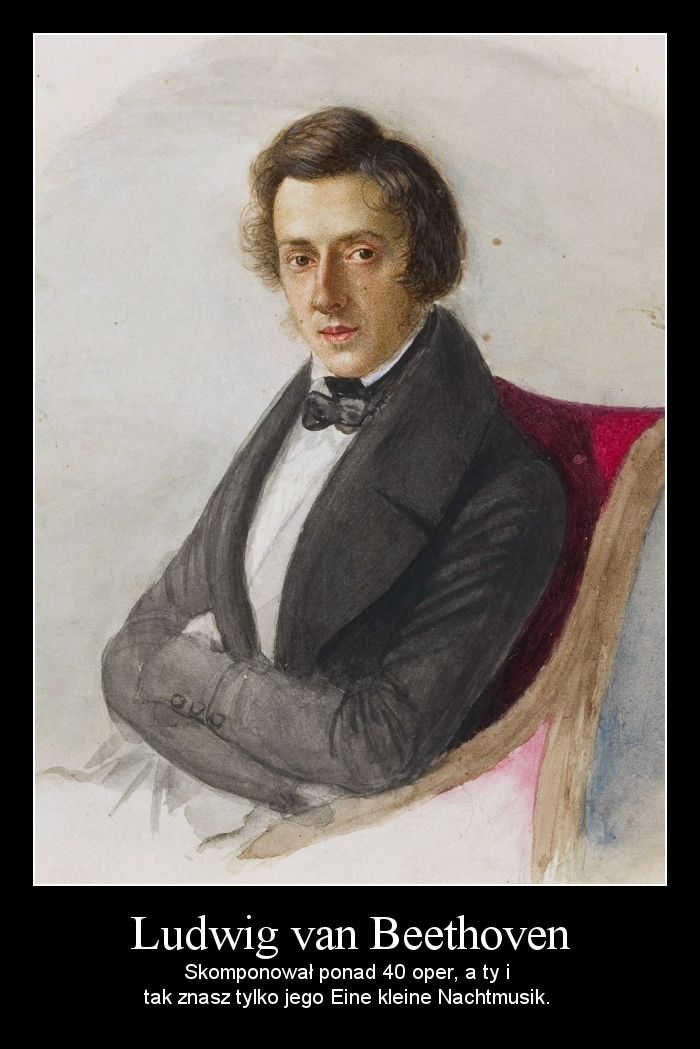
Przykład tzw. hanuszki. Humor polega na tym, że na obrazku przedstawiony jest Chopin, podpis mówi o Beethovenie, ale ponad 40 oper skomponował Händel, a Eine Kleine Nachtmusik napisał Mozart.

6. Przykład tzw. hanuszki. Humor polega na tym, że na obrazku przedstawiony jest Chopin, podpis mówi o Beethovenie, ale ponad 40 oper skomponował Händel, a Eine Kleine Nachtmusik napisał Mozart.Hanuszki – internetowe memy tworzone w formie demotywatorów, posiadające w sobie grę słowną połączoną z nutą bezsensownej ironii, abstrakcji, wykrzyknienia, bądź żartobliwą obrazą znanej marki, czy osoby, z wykorzystaniem jej nazwy czy imienia. Częstą domeną tych dzieł są celowo umieszczane w nich błędy ortograficzne, bądź gramatyczne, wzbogacając tym humor i grę słowną tekstu. Twórcą tej konwencji ma być anonimowy internauta, który zaczął publikować je w 2010 pod pseudonimem hanusz[12].

## Postmemizm
Memy zaliczane do kategorii postmemizmu są w założeniu zapowiedzią zbliżającego się końca tej formy narracji, która zdaje się osiągać masę krytyczną. Są odpowiedzią na coraz bardziej skomplikowane kompozycje, dlatego nie wciągają odbiorcy w żadną grę, nie mają dodatkowych znaczeń, są z pozoru neutralnymi zdjęciami z opisującym treść obrazka tekstem. Nie sposób jednak nie dostrzec w nich drwiny i autoironii w odniesieniu do twórczości memicznej.
Postmemizm jest w gruncie rzeczy kolejną grą, jaką prowadzą internauci na łamach serwisów związanych z e-humorem. Tworzenie memów Kiedy… polegało na znalezieniu ciekawego zdjęcia i wymyśleniu do niego historyjki, stworzenie kompozycji, w której niuanse z obrazu i tekstu decydowały o jej spójności. Historie, rzekome reakcje, były bardzo szczegółowe, prezentowały bardzo konkretne sceny z życia człowieka i towarzyszące im emocje. Zestawiane z nimi fotografie nie były oczywistymi ilustracjami, pozwalającymi łatwo odszyfrować intencje nadawcy, przeciwnie, były zagadką, której rozwiązanie wymagało od odbiorcy pewnej wiedzy o świecie i posiadanie podobnych życiowych doświadczeń.
Postmem jest zupełnym przeciwieństwem – jest połączeniem obrazu i tekstu, których zestawienie nie ma mieć żadnych symbolicznych odniesień. Stworzenie takiej kompozycji nie jest wbrew pozorom zadaniem łatwym. Wieloznaczność języka, możliwości różnej jego interpretacji sprawiają, że ciężko o znalezienie neutralnych sformułowań, które dodatkowo zilustrowane muszą być zdjęciem nieuruchamiającym dodatkowych sensów. W prototypowym memie chodziło o stworzenie jak najbardziej złożonej struktury semantycznej, z wielopoziomowymi odwołaniami. Postmem ma być najprostszą z możliwych konstrukcji, ma zestawiać ze sobą domeny, które generują niewielką, możliwie najmniejszą, ilość amalgamatów w obrębie własnej struktury.
W postmemach obraz i tekst uszczegóławiają się w tym samym stopniu (relacja apozycji), co oznacza, że wskazują na ten sam przedmiot konceptualizacji.
Postmem ma być tak neutralny, jak tylko pozwala na to natura języka. Gra ta nie oznacza jednak spadku zainteresowania memem i możliwości komunikacyjnych, jakie niesie. Jest to jedynie próba testowania jego minimalnych możliwości, dekompozycja, której celem jest lepsze zrozumienie istoty memu.

## Kwestie prawne
Mem internetowy może stać się przyczyną odpowiedzialności prawnej jego autora lub administratora strony internetowej, na której mem został rozpowszechniony. Odpowiedzialność ta może mieć charakter cywilny lub karny. Jako możliwe naruszenia cudzych praw wymienić można wkroczenie w autorskie prawa osobiste i majątkowe (wykorzystanie chronionych utworów w sposób wykraczający poza dozwolone prawo cytatu), naruszenie prawa do wizerunku i innych dóbr osobistych wymienionych w art. 23 KC (godność, cześć, dobre imię, prywatność). Wspomnieć trzeba również o możliwości popełnienia przestępstwa zniesławienia (art. 212 KK) lub zniewagi (art. 216 KK).